# エスカベシュ

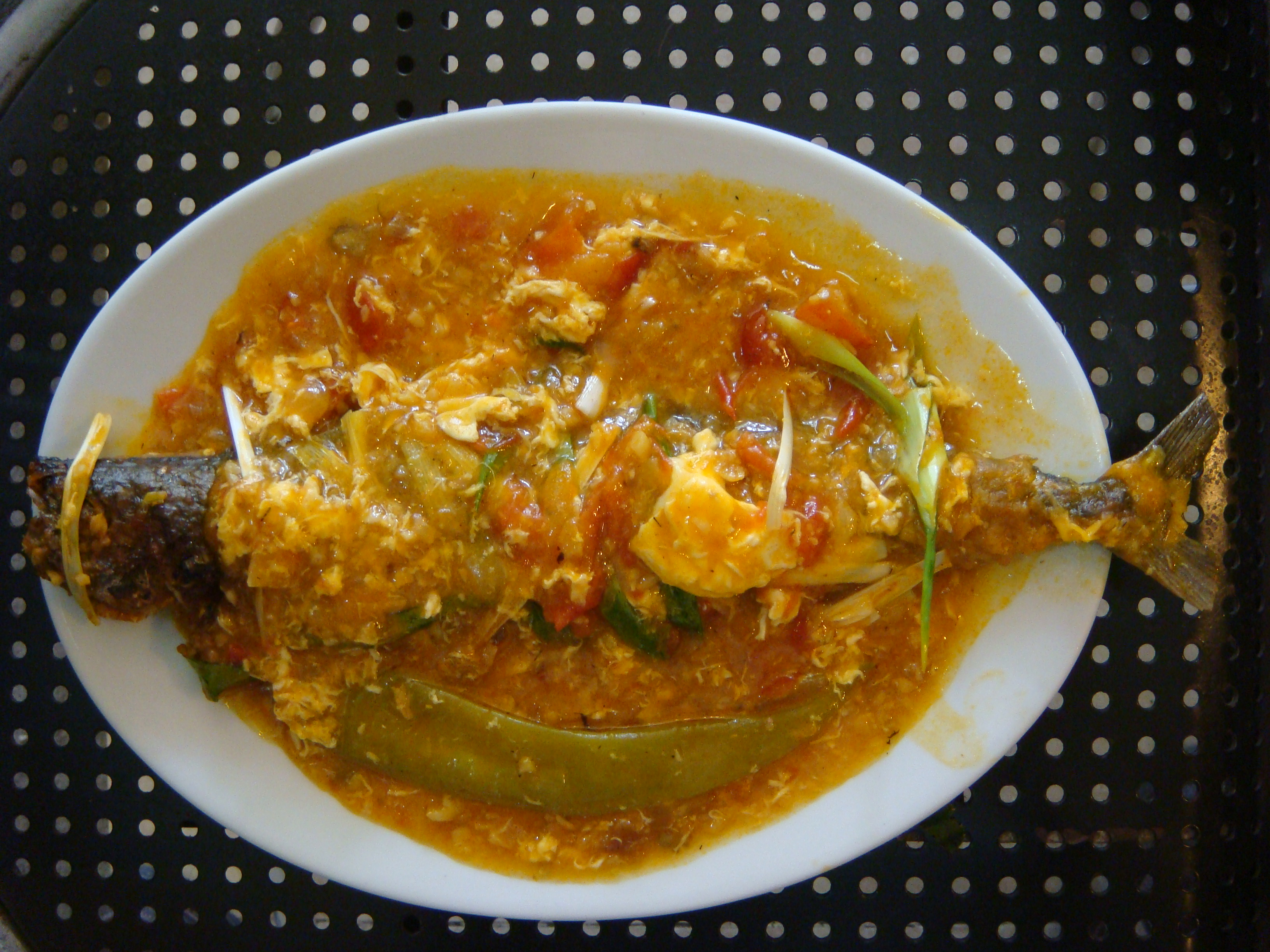
ヨコシマサワラのエスカベーシュ

エスカベーシュ（フランス語: escabèche）あるいはエスカベーチェ（スペイン語: escabeche）とは、魚肉などのから揚げを酢漬けにした料理。マリネの一種で、主に地中海沿岸の国々で供される。

## 概要
揚げた魚や茹でた魚を具材にするほか、マグロ、カツオ、イワシなどの缶詰または瓶詰で保存された魚を用いて作ることもある。スペインには、鶏肉、ウサギ肉、豚肉を用いたエスカベーシュもある。新世界では、魚や肉よりもキャッサバや料理用バナナ、鶏の砂肝（プエルトリコ）、ハラペーニョ（メキシコ）などを具材にすることが多い。マリネ液の酸としては酢を使うことが多いが、柑橘類の果汁を用いることもある。マリネした後には、通常一晩以上冷蔵庫で冷やされる。
スペイン、ポルトガル、中央アメリカ、南アメリカでは一般的な料理で、スペインのカタルーニャ州、南フランスのプロヴァンス地方、フィリピンでも人気がある。この料理の影響は、アジアや太平洋でも見られる。
エスカベーシュという言葉はペルシア語が起源で、ムーア人による遠征の際にスペインに伝えられた。この言葉は、甘酸っぱいソースを使って作る肉料理の名前 al-sikbaj に由来する。ジャマイカでは escoveitch または escoveech という伝統的な朝食になっており、酢、タマネギ、ハヤトウリ、ニンジン、スコッチボネット（唐辛子）を用いたソースに一晩漬けて作られる。また、イタリアでは escabecio, scapece, savoro, ギリシア（特にイオニア諸島）では savoro, 北アフリカでは scabetche と呼ばれる。なお、ブラジルには鶏、タマネギ、スパイスから作る escabeche と呼ばれるスープがあるが、別の料理である。